# Eleutherochir mirabilis
Eleutherochir mirabilis és una espècie de peix de la família dels cal·lionímids i de l'ordre dels perciformes.

## Morfologia
- Els mascles poden assolir 6 cm de longitud total.[4][5]

## Hàbitat
És un peix marí, de clima temperat i demersal.

## Distribució geogràfica
Es troba a la Xina, Corea i el Japó.

## Observacions
És inofensiu per als humans.